# Dance Dance Revolution SuperNOVA 2
Dance Dance Revolution SuperNOVA 2 es la décima implementación arcade y otra de las implementaciones tradicionales de consolas de la serie de videojuegos Dance Dance Revolution creada por Konami en Japón. No hay una versión arcade de SuperNOVA 2 en Europa debido a sanciones que previenen la exportación de PlayStation 2 en donde Supernova 1 fue usado como hardware (pero se publicó la versión de consola de todas formas). Fue estrenada el 22 de agosto de 2007 en Japón. La versión arcade para América del Norte fue estrenada en Estados Unidos el 17 de enero de 2008, con sistema e-AMUSEMENT, que estaba en su precuela japonesa. Es el primer arcade Dance Dance Revolution en llegar a América Latina, sin considerar el idioma de la interfaz (inglés o japonés). Su versionado es GDJ:X:A:A:YYYYMMDD00 en la arcade, donde X es el idioma (J para japonés, U para inglés y S para español) y YYYYMMDD para la fecha de la actualización correspondiente al año-mes-día, respectivamente.

## Cambios

### General
Se ha incluido un video de introducción. 

### Dificultades cambiadas
Algunas canciones tienen sus dificultades cambiadas, como el caso de "Sakura" de DanceDanceRevolution EXTREME, cuyos pasos Expert y Challenge cambiaron de 10 y 9 a 9 y 8 respectivamente en Single y a 9 y 10 respectivamente en Double o como en el caso de "Flow (Jammin' Ragga Mix)", cuyo paso Expert también fue cambiado de 8 a 9 en Single antes del ingreso a esta entrega, debido a que comenzaron a existir canciones mucho más difíciles con dificultad 10 aún en Difficult, rango que se solucionaría en su secuela DDRX.

### e-AMUSEMENTy Groove Radar specials
SuperNOVA 2 retiene el sistema de información e-AMUSEMENT de su entrega anterior en Japón y está implementada por única vez en la Arcade norteamericana, debido a que no se reconoce el sistema en sus secuelas norteamericanas. Ahora, aparte de la información registrada de canciones y puntos; e-AMUSEMENT registra cada rastro de peso y calorías quemadas (introducidos previamente por el jugador). También incluye un nuevo sistema de puntos llamado "My Groove Radar", que determina, a medida que se pasan las canciones, las fortalezas y debilidades en los 5 campos del Groove Radar: 
- STREAM (cantidad de flechas)
- VOLTAGE (cantidad de flechas por sección)
- AIR (los dobles (o "saltos"), triples y cuádruples pasos)
- FREEZE (las FREEZE ARROWS)
- CHAOS (las flechas cuyas notas no concuerdan con 1/4 ni con 1/8)

Al llegar al nivel máximo de uno de estos campos, una canción especial es desbloqueada para ese campo: BRILLIANT 2U ("STREAM" SPECIAL), B4U ("VOLTAGE" SPECIAL), DYNAMITE RAVE ("AIR" SPECIAL), D2R ("FREEZE" SPECIAL), AM-3P ("CHAOS" SPECIAL) y DEAD END ("GROOVE RADAR" SPECIAL), este último se desbloquea llenando por completo todos los campos del Groove Radar. El sistema se implementó en Estados Unidos el 17 de marzo de 2008, iniciando en Brunswick Zone, Naperville, Illinois, aunque ahora, se puede usar las 6 canciones aún si la máquina falla la conexión.

### Selección de estilo y Double Premium
Las plataformas a elección son las siguientes: Single, que consiste en las 4 flechas del panel; Versus, cuando compiten los 2 jugadores y Doubles, cuando el jugador ocupa los 2 paneles; A partir de esta entrega, se activa la opción Double Premium, presentada en ITG2 que consiste en jugar Double con un solo crédito pero requiere 2 créditos para jugar Versus. El texto de la interfaz cambia dependiendo de método de pago (usando monedas [por ejemplo una de 100 yenes], tarjeta recargable, número de fichas, de llaves, etc).

### Modos de juego y música
Los modos han sido rediseñados bajo los nombres de Tutorial (para los que juegan por primera vez), Beginner (canciones fáciles), Standard (se activan las 3 carpetas: Extreme, Supernova 1 y 2), Battle (en caso de jugar contra CPU, elige dificultad al principio o en el menú opciones), Nonstop (consiste en pasar 4 o más canciones sin freno), y Challenge (consiste en usar 4 vidas, que al perder todas, termina el juego); algunos modos requieren un diferente número de créditos o la tarjeta para jugarse. Se puede jugar en el Modo Battle jugando como un solo jugador (siempre y cuando no elija Doubles y siendo la computadora la que controle el otro). Desaparece el modo Tutorial en Doubles. El modo tutorial aparece el tutorial (con Afro en pantalla) con las instrucciones de cómo presionar las flechas, los saltos y los frezze arrows, terminando con cualquier canción del modo Beginner denegando la falla de canción (no puedes cambiar la dificultad ni las opciones en ese momento). El modo Beginner solo contiene 20 o 30 canciones, denegando la falla de canción pero para una sola etapa.
La música se divide en 3 grupos (ahora llamadas carpetas): SuperNOVA 2 (de color celeste), SuperNOVA (de color rojo claro), y Extreme (de color verde oscuro) con colores diferentes para cada canción: Amarillas son nuevas, Azules son de la carpeta de SuperNOVA, Verdes son de versiones caseras de SuperNOVA, Blancas vienen de entregas anteriores en la carpeta de EXTREME, rosa para los Planet Songs, violeta para los "Groove Radar" Specials y Rojas son usadas para las Extra Stages. Los valores del Groove Radar se expanden, y debido a eso, algunas canciones aparecen más difíciles en el Radar. Se pueden ver las dificultades de las canciones no seleccionadas por el jugador: Begginer, Basic, Difficult, Expert y Challenge para Arcade y consolas y Edit data para las consolas. Se elimina el Modo Roulette en la versión arcade.

### Menú Opciones
Los jugadores, en algunas máquinas, ya no tienen necesidad de mantener presionado el botón START para entrar a las opciones luego de confirmar su selección de música. Una nueva opción llamada "SPECIAL" permite al jugador seleccionar nuevos diseños de flechas desbloqueables por medio de códigos o del sistema e-AMUSEMENT.

### Jugabilidad y resultados
Se muestran personajes para ambos jugadores, pero solo un jugador por vez. Se ve un efecto de enfoque a la cara del personaje conforme se incrementa el combo, a excepción de que esté jugando Doubles (Antes de DDR 2013) o que la canción contenga video sin translucir con el escenario.
Debido a que fueron retirados los fondos en la entrega anterior, se le implementa el visor de canciones en la sección de puntajes para facilitar la lectura de títulos y artistas a los jugadores y público en general. Los modificadores aparecen encima de la dificultad (o debajo si el jugador opte por REVERSA) y en forma de iconos.
Desaparece la clasificación por país, pero se muestra el Ranquin Personal y de la máquina. Se utiliza la puntuación Marvelous durante el juego normal y se muestra el número de N.G. (Freeze perdidas), desapareciendo los combos máximos al terminar el juego en la evaluación de todas las canciones y en la evaluación de los cursos.
Puntaje Supernova2
Se ha cambiado la puntuación para SuperNOVA 2; el número máximo de puntos es de 1 000 000 de puntos en múltiplos de 10 (o en múltiplos de 1 en caso de cursos). El algoritmo utilizado para su cálculo (flecha normal y Freeze Arrows) es:
SN2 = 1 000 000 ÷ (Pasos + Freeze Arrows)
La puntuación es:
SN2 = (SN2 * [Marvelous + OK]) + ([SN2-10] * Perfect) + ([{SN2÷2}-10] * Great)
Adicionalmente, los requerimientos para una 'AAA' han cambiado. Previamente, un jugador debía tener todas las flechas como Perfect / Marvelous y O.K. Ahora, sólo es necesario que el jugador obtenga 990 000 Puntos. Incluso es posible, con este nuevo sistema, obtener una 'AAA' con Greats o incluso con pasos que rompen el combo. Se obtiene 'AAA' igual si se obtienen todos los pasos Perfect o más, en este caso se muestra un mensaje adicional "Perfect Full Combo!". Claro que para obtener este valor, ya no es necesario obtener todos los O.K., este glitch, eliminado en su secuela, causa el Full Combo aun cuando falla la canción.

### Personajes
Dance Dance Revolution SuperNova 2 reintroduce la pantalla de selección de personajes, que es visualiza después seleccionar la moda del juego, como en 5thMix. Hay seis personajes por cada sexo, machos y hembras, y dos ropas por cada personaje, por un total de 24 posibilidades. Contrariamente a SuperNova, que sola permite de seleccionar un personaje en las opciones tapadas, ahora es posible de seleccionar dos personajes en Versus.
| Machos - Afro - Baby-Lon - Concent Be-fU † - Concent Kyo-fU † - Gus - Julio † - Rage | Hembras - Alice ‡ - Emi - Robo-Zukin - Dark-Zukin ‡ - Jenny - Ruby - Yuni ‡ |

Nota:

† Julio y estos robots hacen su primera aparición en SuperNova 2.

‡ Es la primera aparición de estas mujeres después de 4thMix Plus para Dark-Zukin, y 5thMix para las otras.

### Extra Stages
SuperNOVA 2 implementa un nuevo sistema para las Extra Stages. Si el jugador consigue una A con cualquier etapa (según configuración de arcade y exc. evento), se activan las canciones Unreal de Black Rose Garden, NGO de Keiichi Nabeshima, Trip Machine PhoeniX de De-Sire 改, Paranoia ~HADES~ de αTYPE-300, Pluto de Black∞Hole y Pluto Relinquish de 2MB para jugarse en la dificultad en la cual se activaron (por ejemplo, si se obtiene la A en Difficult, desbloqueará la canción en Difficult), pero si se obtiene una AA o más desbloqueará todas las dificultades para las 6 canciones mencionadas, aunque ahora están disponibles para la partida regular (si estas son de color verde), pero tendrán esta restricción en Final Stage (cuando estas cambian a rojo).
Si el jugador obtiene una AA o más en Unreal, NGO, TRIP MACHINE PhoeniX, Paranoia ~HADES~, Pluto, Pluto Relinquish o la opción RANDOM, el jugador activa la Extra Stage. En esta entrega, las canciones designadas para la Extra Stage son las mismas que las de arriba pero sin Unreal. La dificultad será la misma que en la canción anterior. Puede seleccionarse cualquier canción, dificultad (en caso de Unreal o cualquier canción que no sea BOSS) y modificadores para la Extra Stage (antes del supernova 2, estaba bloqueada en EXPERT, 1.5x, reversa y Dark en DDRMAX2) exc. la batería Challenge (o RISKY en caso de ENCORE EXTRA), pero solo si se selecciona cualquiera de las últimas 5 canciones mencionadas o la opción RANDOM desbloqueará la Encore Extra Stage (nuevo nombre para One More Extra Stage).
Encore Extra: Si el jugador activa la Encore Extra Stage, se activan las mismas que las de arriba pero sin Unreal ni NGO para la dificultad en la cual se completó la Extra Stage. Aunque ahora se permite elegir cualquier canción y dificultad (en caso de Unreal, NGO o cualquier canción que no sea BOSS), pero no los modificadores (Por defecto, estaba bloqueada en 1x y RISKY).
Extra en Beginner Mode: completando ciertos requisitos en Beginner Mode, se desbloquean las canciones "PEACE(^^)v", "PARANOiA" y "華爛漫 ~Flowers~" debido a que estas 3 están desbloqueadas en modo Standard o normalmente son canciones BOSS en este modo.
Batería en Extra Stages: En este nuevo Extra Stage, el jugador puede elegir sus opciones para jugar, pero se le da el nuevo sistema de la batería challenge con "vidas" para completarla (en vez de la barra "PRESSURE"). Este número de vidas es determinado por la puntuación final en la Final Stage:
- 990 000 o más (literalmente AAA): 4 vidas (ahora llamada 4 LIVES), que es el máximo
- 976 000: 3 vidas
- 963 000: 2 vidas
- 950 000: Una vida (ahora llamada RISKY)

Al igual que en modo Challenge, las vidas se pierden cada GOOD/ALMOST/BOO/N.G./pisando una mina o shock arrow. En el modo Versus, si un jugador pasa a Extra Stage pero el otro no, se le da una oportunidad de jugar la Extra Stage con una sola vida.
En Encore Extra Stage, la barra de Sudden Death como una batería Challenge con una sola vida, se llama RISKY (de todos modos, se falla la canción al presionar en una mina o shock arrow, si se obtiene cualquier GOOD hacia abajo o cada N.G.). Si cuando los dos jugadores juegan Extra Stages, falla uno de los dos, sus pasos desaparecen y no se le permite continuar.
Este sistema también permite a los jugadores (incluso en Beginner), obtener por lo menos una Extra Stage, antes de SuperNOVA 2, solo se podía obtener en la dificultad Expert.

### Zukin Wars
El 5 de septiembre de 2007 Konami presentó el modo "Historia" con su primer episodio. Esto se logra por medio de equipos en el sistema e-AMUSEMENT, cada jugador es asignado a un equipo - Rojo, Amarillo o Verde. Antes de la Final Stage, aparecerá una misión especial con ciertas instrucciones. Si la completa con esas instrucciones, deberá derrotar a un número de "Dark Dancers", un número dado de Robo-Zukins con la letra D en Negro. El número total derrotado se guarda en la máquina y en la tarjeta. Konami ha comunicado que al derrotar un número determinado de Dark Dancers revelará un secreto.
El 27 de septiembre terminaron las Zukin con la victoria del equipo verde. La recompensa para ellos, y para los que derrotaron a más de 840 Dark Dancers fue la canción: L'Amour et la liberté (Darwin & DJ Silver remix) de NAOKI in the MERCURE.
El episodio 2 inició el 18 de octubre de 2007 y L'Amour et la liberté (Darwin & DJ Silver remix) fue desbloqueada para todos los jugadores. Este terminó el 8 de noviembre de 2007. Y el ganador fue el Equipo Amarillo. Ellos, y los que derrotaron a más de 380 Dark Dancers, fueron recompensados con la canción Stars★★★ (Re-tuned by HΛL-DDR Edition) de TËЯRA para jugarse normalmente.
El episodio 3 inició el 29 de noviembre de 2007 y Stars★★★ (Re-tuned by HΛL-DDR Edition) fue desbloqueada para todos los jugadores. Este episodio terminó el 20 de diciembre de 2007, el equipo ganador fue el equipo verde, ellos, y los que derrotaron a más de 320 Dark Dancers fueron recompensados con la canción JUPITER: The Bringer of Jollity de PLEIADES Production.
El episodio 4 inició el 10 de enero de 2008 y JUPITER: The Bringer of Jollity fue desbloqueada para todos los jugadores. Este episodio terminó el 31 de enero de 2008, el equipo ganador fue el equipo Amarillo, ellos, y los que derrotaron a más de 330 Dark Dancers fueron recompensados con la canción Uranus de Tatsh SN 2 Style.
Los 4 capítulos se repitieron en la Arcade norteamericana pero debe estar al menos 1 máquina conectada al servidor.

## Música notable
- "Planet Songs": Estas canciones son llamadas así por tener como referencia a un planeta del sistema solar; éstas a la vez forman parte de unos nuevos cursos Nonstop y Challenge llamados "GRAND CROSS", éstas son las canciones de la serie, junto a los planetas que representan:

GRAND CROSS SILVER (Nonstop)

1. SUNKiSS♥DROP / jun with Alison (Sol)

2. L'amour et la liberte (Darwin & DJ Silver Remix) / NAOKI in the MERCURE (Mercurio)

3. Venus / Tatsh+RayZY (Venus)

4. Stars★★★ (Re-tuned by HΛL) DDR Edition / TЁЯRA (Tierra)

GRAND CROSS GOLD (Challenge)

1. MARS WAR 3 / Jet Girl Spin (Marte)

2. JUPITER: The Bringer of Jollity / PLEIADES PRODUCTION (Júpiter)

3. Saturn / Mr. Saturn (Saturno)

4. Uranus / Tatsh SN 2 Style (Urano)

5. Poseidon / NAOKI underground (Neptuno)

6. Pluto / Black∞Hole (Plutón)

- SUNKiSS♥DROP: Iniciando las Planet Songs, esta canción tiene dos versiones, una cantada en inglés (Alison Side) y otra cantada en japonés (jun Side); la versión que juega el jugador por defecto depende de la máquina (si la máquina es japonesa, siempre se jugará SUNKiSS♥DROP (jun Side), mientras que si la máquina es norteamericana, siempre se jugará SUNKiSS♥DROP (Alison Side)). Sin embargo, es posible acceder a la otra versión cambiando el orden de las canciones (orden alfabético) en la pantalla de selección múltiples veces, pero fue removida la versión de Jun con el DDR X2 arcade; es la primera canción en DDR con dos o más versiones en la misma máquina.

- JUPITER: The Bringer of Jollity (木星～組曲『惑星』より?   Júpiter, el portador de la Alegría): Esta canción es un remix del movimiento del mismo nombre, el cual hace parte de la pieza orquestral The Planets, compuesta por el artista inglés Gustav Holst.

- Unreal: Es una canción estilo rock creada por Black Rose Garden. Esta canción es única en el sentido de que (al principio) debe jugarse de último para sacar la Extra Stage, estando sólo disponible en la Final Stage o con desbloqueos de nivel 3 o superior (en la arcade).

- NGO: Una canción creada por Keiichi Nabeshima (鍋島圭一?). La canción posee una serie de cambios de velocidad inesperados, sus pasos Challenge contienen muchos saltos y galopes, además de una larga cadena de pasos crossover al final a 274 BPM (la cual también existe en Expert).

- TRIP MACHINE PhoeniX: Un nuevo remix de las series TRIP MACHINE, esta vez por DE-SIRE 改. Esta canción también aparece en la entrega N.º 15 de Beatmania IIDX llamada DJ Troopers, siendo parte del sistema de Extra Stage "Military Splash".

- Pluto: Una canción creada por Black∞Hole [seudónimo que usó Naoki Maeda en vez del común] con un rango en BPM de 50 a 220, cerrando las "Planet Songs" de SuperNOVA 2. Esta canción, al igual que CHAOS, tiene paradas a mitad de nota, y sus pasos Challenge siguen el ritmo del teclado, haciéndola difícil de seguir. Tiene 2 remixes, uno de ellos detallado en esta misma entrega, y el segundo siendo desbloqueable en la versión japonesa de Dance Dance Revolution Hottest Party, para la consola Wii y desde el DDR X2 arcade.

- Pluto Relinquish: Este remix de Pluto puede considerarse una de las canciones más difíciles en DDR hasta el momento, tiene un rango de 100 a 800 BPM (a 805 para ser exactos), convirtiéndola también en la más rápida en DDR hasta el lanzamiento de Dance Dance Revolution Universe 3 para Xbox 360 y hasta DanceDanceRevolution X3 vs. 2ndMIX que ganó Tohoku EVOLVED, todas sus dificultades, a excepción de Beginner (3) y Basic (9), de Difficult en adelante son 10 convirtiéndose en la primera canción en tener 10 pies de dificultad en Single - Difficult; su dificultad radica en los repentinos e inmediatos cambios de velocidad, además de las corrientes rápidas que continúan aún en los cambios de velocidad. Los pasos Expert superan por mucho en dificultad a los alcanzados por Paranoia Survivor MAX de Dance Dance Revolution EXTREME (en dificultad Challenge), dado que es una cadena de pasos de 1/8 continua y aleatoria a 400 BPM, y sus pasos Challenge incluyen crossovers complejos y pasos adicionales de 1/16 y 1/32, su dificultad es considerada por muchos como igual a Fascination -Eternal Love Mix- de Dance Dance Revolution SuperNOVA en Challenge, cuando se reclasificó su dificultad en Dance Dance Revolution X, sus pasos Challenge fueron revelados como 18/20.

- PARANOiA (HADES): Un remix de la serie PARANOiA y la primera de αTYPE-300 (seudónimo que utilizó  Junko Karashima, en vez del nombre común, o sea jun) con un rango de 75 a 300 BPM, considerado también como una de las nuevas canciones difíciles en todo DDR; esta canción tiene dificultades en Single de 7 (Basic), 8 (Difficult), 9 (Expert) y 10 (Challenge), pero estas dificultades son consideradas "subcalificadas", debido a que los pasos son muy difíciles aún para esas dificultades (lo mismo pasa con la canción Arrabiata de esta misma entrega, cuya Dificultad Single - Expert es considerada por muchos como 10, a pesar de que la máquina la marque como 9); su dificultad Expert se compone de abundantes pasos dobles combinados con cadenas cortas, y los pasos Challenge casi no tienen pausas, así sean en el cambio de velocidad, el final de la canción es un largo y complicado crossover aleatorio a 300BPM. Esta dificultad tiene un combo total de 662 pasos (contando los dobles como uno sólo), siendo el combo máximo posible visible en pantalla (contando los dobles como dos) de 733.

## Desbloqueos de canciones
Al insertar la ficha, cuando introduce ciertos pasos antes de presionar start, se desbloquea canciones, nonstop y modo oni (renombrada challenge)

### Nivel 1
Canciones:
- MOONSTER / kobo uniting Marsha & D.
- SUNKiSS♥DROP / jun with Alison

Nonstop:	
- A Midtown Night's Dream

Challenge:
- jun

### Nivel 2
Canciones:
- L'amour et la liberté(Darwin & DJ Silver remix) / NAOKI in the MERCURE
- Venus / Tatsh+RayZY
- FIRE / Mutsuhiko Izumi

Nonstop:
- HARD CORE

Challenge:
- V For Vibes

### Nivel 3
Canciones:
- STARS☆☆☆(Re-tuned by HΛL) - DDR EDITION - / TЁЯRA
- MARS WAR 3 / JET GIRL SPIN
- Arrabbiata / Reven-G alterative
- Unreal / Black Rose Garden

Nonstop:
- Victory or Defeat

Challenge:
- BARRIER

FINAL STAGE:
- NGO / Keiichi Nabeshima

EXTRA STAGE:
- TRIP MACHINE PhoeniX / DE-SIRE alterative

ENCORE EXTRA STAGE:
- PARANOiA (HADES) / αTYPE-300

### Nivel 4
Canciones:
- Bloody Tears(IIDX EDITION)/ DJ YOSHITAKA
- JUPITER: The Bringer of Jollity / PLEIADES PRODUCTION
- Saturn / Mr.Saturn
- NGO / Keiichi Nabeshima

Nonstop:
- KONAMI SPIRITS

Challenge:
- Circuit Voyage

FINAL STAGE:
- TRIP MACHINE PhoeniX / DE-SIRE alterative

EXTRA STAGE:
- PARANOiA (HADES) / αTYPE-300

ENCORE EXTRA STAGE:
- Pluto / Black∞Hole

### Nivel 5
Canciones:
- Uranus / Tatsh SN 2 Style
- Poseidon / NAOKI underground
- CaptivAte～CHIKAI～ / DJ YOSHITAKA feat.A/I
- TRIP MACHINE PhoeniX / DE-SIRE alterative

Nonstop:
- GRAND CROSS version SILVER

Challenge:
- GRAND CROSS version GOLD

FINAL STAGE:
- PARANOiA (HADES) / αTYPE-300

EXTRA STAGE:
- Pluto / Black∞Hole

ENCORE EXTRA STAGE:
- Pluto Relinquish / 2MB

### Nivel 6
Canciones:
- Votum stellarum - forest #25 DDR RMX- / iconoclasm
- PARANOiA (HADES) / αTYPE-300

Nonstop:
- BEMANI SPIRITS

Challenge:
- BOSS RUSH (Ver. SN2)

FINAL STAGE:
- Pluto / Black∞Hole

EXTRA STAGE:
- Pluto Relinquish / 2MB

### Desbloqueos al máximo
Además de las canciones y cursos nonstop y challenge anteriores, se puede obtener lo siguiente:
Canciones:
- Pluto / Black∞Hole
- Pluto Relinquish / 2MB
- Groove Radar Specials para modo local

Velocidades:
- ×0.5
- ×0.25

Mejoras: (Desde DDR X, no necesita el desbloqueo MAX para estas opciones)
- BRAKE
- WAVE

Personajes: (Desde DDR X, no necesita el desbloqueo MAX los trajes marcados con (1))
- CONCENT Be-fU
- ALICE(1)
- Personajes conocidos (2)
- DARK-ZUKIN
- CONCENT Kyo-fU

Flechas en la sección "Specials" del menú opciones: (Desde DDR X, no necesita el desbloqueo MAX para algunas flechas)
- FOOT
- PIXEL
- BEE
- KITE
- DIAMOND
- S-CORE
- VIC VIPER
- DINOSAUR
- TULIP
- PLaNET
- MORNING GLORY
- ANGELFISH
- LOTUS
- TRUMPET
- KNIGHT
- S-BASE
- TINY
- RAGE
- EMI